# Abram Petrowitsch Schterenberg
Abram Petrowitsch Schterenberg (* 1894 in Jitomir; † 6. Dezember 1978) war ein russischer Fotograf.

## Leben
Schterenberg erlernte sehr früh das Fotografieren und begann, Auftragsarbeiten auszuführen. Nach dem Ersten Weltkrieg arbeitete er im Atelier von B. Kapustianski in Taschkent. Dann entschied er sich, nach Moskau zu gehen, zu seinem Bruder, dem berühmten Maler Dawid Petrowitsch Schterenberg. 1927 trug er etwa 50 Fotos zur Ausstellung „Zehn Jahre sowjetische Fotografie“ bei.
Abram Schterenberg war für die Agenturen Russfoto, Unionfoto und Sojusfoto tätig. Zudem war er Mitglied der Gruppe Oktjabr. Nach dem Zweiten Weltkrieg fotografierte er für die Presseagentur Nowosti.